# Acceleron
Acceleron Pharma war ein US-amerikanisches Pharmaunternehmen, das seit 2013 an der amerikanischen Technologiebörse NASDAQ unter dem Kennzeichen XLRN gelistet war.  Es war auf die Erforschung und Entwicklung  von innovativen Arzneimittel spezialisiert für Patienten mit einer breiten Range an ernsthaften und seltenen Erkrankungen (Orphan Disease). Im September 2021 kaufte Merck, Sharp & Dohme das Unternehmen.

## Tätigkeitsgebiet
Acceleron arbeitete auf den Gebieten der Hämatologie, Neurologie und Onkologie. Es erforschte die folgenden Substanzen (Indikationen):
- Luspatercept (MDS[4], Beta-Thalassämie und Myelofibrose),
- Sotatercept (Myelofibrose) und
- Dalantercept (Nierenzellkarzinom)[5]

Nachdem zunächst Gerüchte aufgekommen waren, dass BMS Acceleron (Marktwert ca. 11 Mrd. US-Dollar) zu kaufen beabsichtigte, zeigte sich im September 2021, dass Merck, Sharp & Dohme (MSD) der eigentliche Kaufinteressent war. MSD bestätigte dies zeitnah.